# Canthon eduntulus
Canthon eduntulus là một loài bọ cánh cứng trong họ Bọ hung (Scarabaeidae).